# テイルスピン

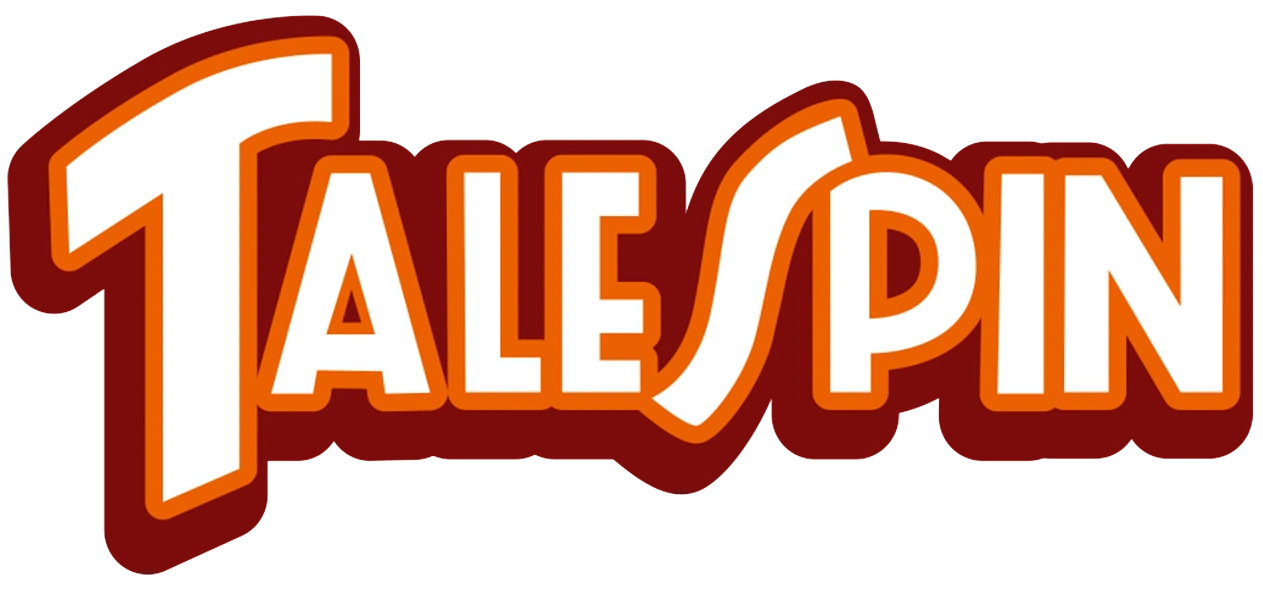
テイルスピンのロゴ

テイルスピン (TaleSpin)は、1990年9月7日から1991年8月8日までディズニー・アフターヌーンにて放送されたディズニー映画『ジャングル・ブック』のスピンオフアニメである。日本では、1992年4月13日から1992年7月15日までWOWOWにて毎週平日18:00 - 18:30に放送された。ディズニーチャンネルでも放送されたことがある。
『ジャングル・ブック』に登場するクマのバルーが主人公だが、物語の舞台は人間の代わりに擬人化された動物が暮らす1930年代のアメリカに似た世界。スターシステム制が取り入れられ、バルーは飛行士という設定になっている。番組名は航空機が急降下する意味の言葉から付けられた。
アメリカでは初回2時間スペシャル編で放送された。日本のWOWOWでは帯番組として全65話を放送した。2022年4月6日から定額制動画配信サービスであるDisney+にて欠番となった2つの回を除く全63話が配信を開始した。

## ストーリー
対空砲を備えた崖に守られる美しい港町・シュゼット岬（英語名のケープ・シュゼットはクレープ・シュゼットのもじり）。この町に住むクマのバルーは天才パイロット。しかしだらしない性格がたたり、愛機シーダック号と自分の小さな運輸会社をシングルマザーの実業家レベッカに売る羽目に。
バルーはシーダック号を買い戻そうとレベッカが興した輸送会社・スカイ航空に入社し、孤児のキットを新たな仲間に迎える。町の億万長者カーン社長に出会ったバルー達は、空の海賊ドン・カルナージ達から町を守りながら、今日もシーダック号で荷物や人を運んでいく。

## 主なキャラクター
バルー
声 - エド・ギルバート、郷里大輔（日本語吹き替え版）
シュゼット岬に住む主人公の灰色熊で、だらしないが気の良い天才パイロット。モデルは「ジャングルブック」に登場するバルー。
歌と踊りが大好き。小さな運輸会社の社長だったが、返済が滞ったローンの担保として愛機のシーダック号と会社を売る羽目になり、スカイ航空のパイロットになった。
好物はオレンジソーダ。
キット・クラウドキッカー
声 - R・J・ウィリアムズ、松岡洋子（日本語吹き替え版）
孤児の茶色熊の少年。
空賊のドン・カルナージ一味に拾われていたが、悪党稼業に嫌気がさして逃げ出し、バルーの相棒になった。バルーにもらった帽子がトレードマーク。
レベッカ
声 - サリー・ストラザース、小宮和枝（日本語吹き替え版）
新進気鋭の実業家でシングルマザーの茶色熊。
バルーの運輸会社とシーダック号を購入し、会社をスカイ航空に改名してその社長になった。怠け者のバルーと言い争ってばかりいる。
バルーとは両思いだが、中々素直になれない。
モリー
声 - ジャンナ・マイケルズ、吉田古奈美（日本語吹き替え版）
レベッカの娘。
おてんばな性格で、バルーになついている。
ルーイ
声 - ジム・カミングス、及川ヒロオ→沢りつお（日本語吹き替え版）
バルー行きつけのバーの店主。モデルは「ジャングルブック」に登場するオランウータンのルーイ。
ワイルドキャット
声 - パット・フラリー、西村知道（日本語吹き替え版）
バルーのお抱え整備士のライオン。
ぼんやりしているが、メカニックの天才。カーン社長の偽物になったことがある。
ドン・カルナージ
声 - ジム・カミングス、石丸博也（日本語吹き替え版）
本作のディズニーヴィランズで、空賊のキャプテンの赤毛のオオカミ。
役者のように気取った威勢のいいお調子者だが、略奪が大好きな悪者でシュゼット岬に目をつけている。食料などの物資も略奪で調達しているが、マヌケな部下に手を焼いている。
カーン社長
声 - トニー・ジェイ、加藤精三（日本語吹き替え版）
小さな会社を世界一の貿易会社に伸し上げたカーン社の社長。モデルは「ジャングルブック」に登場するディズニーヴィランズのシア・カーン。
現代社会を弱肉強食のジャングルに例え、金と政治にしか興味がなく、裏社会と繋がっている冷血なビジネスマンのトラ。信用を裏切った相手には容赦しないが仁義を守るタイプで、バルーに目をかけている。
他人を脅す時や怒りを感じた時は黙って爪を立てる。ドン・カルナージと結託して燃料代を釣り上げるために石油を隠したこともある。

### その他
マッド・ドッグ
声 - チャーリー・アドラー
ドン・カルナージの手下のイヌ。あまり賢くはない。
ハック・ソー
声 - チャック・マッキャン
ドン・カルナージの手下のオオカミ。マッド・ドッグの相棒。
ジャック
声 - ジム・カミングス
ドン・カルナージの手下のパイロット。
- その他 - 鹿島信哉[7] ほか

## 放送リスト
| 話数 (DCH) | 話数 (WOWOW) | 話数 (D+) | 話数 | 日本(サブタイトル)                               | 米国(サブタイトル)                        | 米国放送日     | 日本放送日    |
| ---------- | ------------ | --------- | ---- | ------------------------------------------------ | ----------------------------------------- | -------------- | ------------- |
| 1          | 5            | 9         | 9    | 空飛ぶバルーの氷山宅急便                         | I Only Have Ice for You                   | 1990年9月14日  | 1992年4月17日 |
| 2          | 23           | 20        | 20   | 消えた飛行機の謎1                                | A Bad Reflection on You Part 1            | 1990年10月1日  | 1992年5月18日 |
| 3          | 6            | 7         | 7    | お金もうけは楽じゃない                           | Time Waits for No Bear                    | 1990年9月12日  | 1992年4月20日 |
| 4          | 7            | 24        | 24   | ダイヤモンドにご用心                             | A Touch of Glass                          | 1990年10月5日  | 1992年4月21日 |
| 5          | 8            | 6         | 6    | ベビーシッターアドベンチャー                     | It Came from Beneath the Sea Duck         | 1990年9月11日  | 1992年4月22日 |
| 6          | 9            | 14        | 14   | キットの空中サーカス                             | Stormy Weather                            | 1990年9月21日  | 1992年4月23日 |
| 7          | 10           | 25        | 25   | ジャングルは大騒ぎ                               | The Bigger They Are, the Louder They Oink | 1990年10月8日  | 1992年4月24日 |
| 8          | 11           | 19        | 19   | 空のサービス合戦                                 | For a Fuel Dollars More                   | 1990年9月28日  | 1992年4月27日 |
| 9          | 12           | 13        | 13   | 幻の石像を探せ                                   | The Idol Rich                             | 1990年9月20日  | 1992年4月28日 |
| 10         | 13           | 8         | 8    | 一日ママさん大ハッスル                           | Mommy for a Day                           | 1990年9月13日  | 1992年4月30日 |
| 11         | 14           | 37        | 38   | 給料前借り大作戦!                                | The Time Bandit                           | 1990年11月23日 | 1992年5月1日  |
| 12         | 15           | 11        | 11   | キットの宝島                                     | Polly Wants a Treasure                    | 1990年9月18日  | 1992年5月6日  |
| 13         | 16           | 5         | 5    | 完璧!?ロボパイロット                             | From Here to Machinery                    | 1990年9月10日  | 1992年5月7日  |
| 14         | 17           | 26        | 26   | アイ・ラブ・スパイ                               | A Spy in the Ointment                     | 1990年10月9日  | 1992年5月8日  |
| 15         | 18           | 17        | 17   | くじら救助隊出動せよ!                            | All's Whale That Ends Whale               | 1990年9月26日  | 1992年5月11日 |
| 16         | 19           | 15        | 15   | バルー最後の冒険!?                               | Bearly Alive                              | 1990年9月24日  | 1992年5月12日 |
| 17         | 20           | 23        | 23   | キッキに夢中                                     | A Star Is Torn                            | 1990年10月4日  | 1992年5月13日 |
| 18         | 21           | 16        | 16   | 恋人はゴーストキャプテン                         | Her Chance to Dream                       | 1990年9月25日  | 1992年5月14日 |
| 19         | 22           | 10        | 10   | 誘拐されたモリー                                 | Molly Coddled                             | 1990年9月17日  | 1992年5月15日 |
| 20         | 25           | 22        | 22   | バルーの再試験                                   | On a Wing and a Bear                      | 1990年10月3日  | 1992年5月20日 |
| 21         | 26           | 18        | 18   | 黄金の歯車を取り返せ!                            | The Golden Sprocket of Friendship         | 1990年9月27日  | 1992年5月21日 |
| 22         | 27           | 35        | 36   | 火星人がやって来た!?                             | War of the Weirds                         | 1990年11月13日 | 1992年5月22日 |
| 23         | 28           | 29        | 29   | 空の英雄!かっとびジャクソン                      | Whistlestop Jackson, Legend               | 1990年10月22日 | 1992年5月25日 |
| 24         | 29           | 28        | 28   | びっくり!たくましい入れ替わり事件                | A Baloo Switcheroo                        | 1990年10月16日 | 1992年5月26日 |
| 25         | 30           | 27        | 27   | 王様になったバルー                               | The Balooest of the Bluebloods            | 1990年10月15日 | 1992年5月27日 |
| 26         | 31           | 12        | 12   | 空のスパイ作戦                                   | Vowel Play                                | 1990年9月19日  | 1992年5月28日 |
| 27         | 32           | -         | 32   | パンダ人が攻めてきた!                            | Last Horizons                             | 1990年11月1日  | 1992年5月29日 |
| 28         | 33           | 31        | 31   | バルーは女性パイロット?                          | Feminine Air                              | 1990年10月30日 | 1992年6月1日  |
| 29         | 1            | 1         | 1    | テイルスピン全員集合!!1                          | Plunder and Lightning Part 1              | 1990年9月7日   | 1992年4月13日 |
| 30         | 2            | 2         | 2    | テイルスピン全員集合!!2                          | Plunder and Lightning Part 2              | 1990年9月7日   | 1992年4月14日 |
| 31         | 3            | 3         | 3    | テイルスピン全員集合!!3                          | Plunder and Lightning Part 3              | 1990年9月7日   | 1992年4月15日 |
| 32         | 4            | 4         | 4    | テイルスピン全員集合!!4                          | Plunder and Lightning Part 4              | 1990年9月7日   | 1992年4月16日 |
| 33         | 34           | 40        | 41   | 鉱山の秘密                                       | Citizen Khan                              | 1990年12月3日  | 1992年6月2日  |
| 34         | 35           | 30        | 30   | 一発逆転、大儲け                                 | Double or Nothing                         | 1990年10月24日 | 1992年6月3日  |
| 35         | 36           | 32        | 33   | 白いアヒル伝説                                   | Flight of the Snow Duck                   | 1990年11月5日  | 1992年6月4日  |
| 36         | 37           | 43        | 44   | マイ・フェア・バルー                             | My Fair Baloo                             | 1991年1月7日   | 1992年6月5日  |
| 37         | 38           | 41        | 42   | ダイエットは命がけ                               | Gruel and Unusual Punishment              | 1990年12月4日  | 1992年6月8日  |
| 38         | 39           | 45        | 46   | チビッコ・トップガン                             | Flight School Confidential                | 1991年1月10日  | 1992年6月9日  |
| 39         | 40           | 33        | 34   | 幸せって何だっけ?                                | Save the Tiger                            | 1990年11月7日  | 1992年6月10日 |
| 40         | 41           | 34        | 35   | 失われた記憶                                     | The Old Man and the Sea Duck              | 1990年11月8日  | 1992年6月11日 |
| 41         | 42           | 46        | 47   | ギャングママ、大暴れ!                            | Bringing Down Babyfacel                   | 1991年1月17日  | 1992年6月12日 |
| 42         | 43           | 51        | 52   | ピザ宅配は大忙し!                                | Pizza Pie in the Sky                      | 1991年2月5日   | 1992年6月15日 |
| 43         | 44           | 49        | 50   | 負けるなルーイ                                   | Louie's Last Stand                        | 1991年1月31日  | 1992年6月16日 |
| 44         | 45           | 36        | 37   | ジャングル秘密冒険団                             | Captains Outrageous                       | 1990年11月15日 | 1992年6月17日 |
| 45         | 46           | 38        | 39   | 鐘は砂漠に鳴り響く1                              | For Whom the Bell Klangs Part 1           | 1990年11月27日 | 1992年6月18日 |
| 46         | 47           | 39        | 40   | 鐘は砂漠に鳴り響く2                              | For Whom the Bell Klangs Part 2           | 1990年11月28日 | 1992年6月19日 |
| 47         | 48           | 47        | 48   | 飛んで火に入る海賊船                             | Jumping the Guns                          | 1991年1月21日  | 1992年6月22日 |
| 48         | 49           | 50        | 51   | 落第バルーの小学校                               | Sheepskin Deep                            | 1991年2月4日   | 1992年6月23日 |
| 49         | 50           | 48        | 49   | ピラミッドを掘りあてろ!                          | In Search of Ancient Blundersl            | 1991年1月30日  | 1992年6月24日 |
| 50         | 51           | 44        | 45   | ライバル・ジェーン                               | Waiders of the Wost Tweasure              | 1991年1月9日   | 1992年6月25日 |
| 51         | 52           | 52        | 53   | 裏切り者を探せ!                                  | Baloo Thunder                             | 1991年2月6日   | 1992年6月26日 |
| 52         | 53           | 58        | 59   | マカダミア王国の陰謀                             | The Road to Macadamia                     | 1991年2月20日  | 1992年6月29日 |
| 53         | 54           | 57        | 58   | 御用だ!インチキ修理工                            | The Sound and the Furry                   | 1991年2月13日  | 1992年6月30日 |
| 54         | 55           | 54        | 55   | 英雄グレート・ラマ                               | Destiny Rides Again                       | 1991年2月8日   | 1992年7月1日  |
| 55         | 56           | 62        | 63   | 不思議の国のモリー                               | The Incredible Shrinking Molly            | 1991年4月8日   | 1992年7月2日  |
| 56         | 57           | 61        | 62   | あやうし!恐竜天国                                | Paradise Lost                             | 1991年2月25日  | 1992年7月3日  |
| 57         | 58           | -         | 65   | 恐怖の時限爆弾                                   | Flying Dupes                              | 1991年8月8日   | 1992年7月6日  |
| 58         | 59           | 56        | 57   | 糊付けの友情                                     | Stuck on You                              | 1991年2月12日  | 1992年7月7日  |
| 59         | 60           | 63        | 64   | 名誉を回復せよ                                   | Bygones                                   | 1991年5月3日   | 1992年7月8日  |
| 60         | 61           | 59        | 60   | パーティ大好きおばさん                           | The Ransom of Red Chimp                   | 1991年2月21日  | 1992年7月9日  |
| 61         | 62           | 53        | 54   | 変装ロボットで大騒動!                            | Bullethead Baloo                          | 1991年2月7日   | 1992年7月10日 |
| 62         | 63           | 55        | 56   | 大暴走エンジン                                   | Mach One for the Gipper                   | 1991年2月11日  | 1992年7月13日 |
| 63         | 24           | 21        | 21   | 消えた飛行機の謎2                                | A Bad Reflection on You Part 2            | 1990年10月2日  | 1992年5月19日 |
| 64         | 64           | 42        | 43   | 奇跡のホワイトクリスマス(クリスマス・エピソード) | Jolly Molly Christmas                     | 1990年12月20日 | 1992年7月14日 |
| 65         | 65           | 60        | 61   | 大切な手紙（シリーズ・フィナーレ）               | Your Baloo's in the Mail                  | 1991年2月22日  | 1992年7月15日 |

## 主題歌
オープニング「テイルスピンのテーマ」
作詞 - 不詳、作曲 - マイケル・シルバーシャー、パトリシア・シルバーシャー
歌 - ジム・ギルストラップ（オリジナル）、不明（日本語版）、台詞 - エド・ギルバート（オリジナル）、郷里大輔（日本語版）
WOWOW、ディズニーチャンネル放送時では日本語版主題歌だが、恐らく『回せぇ！（Spin it!）』と訳されていたと思われる。ただし、ディズニープラスの配信では英語版に差し替えられている。

## スタッフ
- 演出 - ボブ・テイラー、橋本三郎
- 作画監督 - トビー・シェルトン、山本繁 (アニメーター)
- ダイアログ・ディレクター - ジニー・マクスウェイン
- アニメーション制作 - ウォルト・ディズニー・アニメーション・ジャパン、タマ・プロダクション、ウォルト・ディズニー・アニメーション・フランス（フランス）、Jade Animation（中国香港）、ワン・フィルム・プロダクション（英語版）（台湾）、ハンホ興業（英語版）（韓国）、ソヌアニメーション（英語版）（韓国）
- 制作 - ウォルト・ディズニー・カンパニー

### 日本語版スタッフ
- 翻訳 - 不明
- 演出 - 松川陸
- 調整 - 杉原日出弥
- 日本語版制作 - トランスグローバル、ディズニー・キャラクター・ボイス・インターナショナル[8][9][10]

## 関連作品
- ジャングル・ブック
- ジャングル・ブック2
- ダックテイルズ